# Протомах (древномакедонски военачалник)
Вижте пояснителната страница за други личности с името Протомах.
Протомах е македонски пълководец.
Протомах е военачалник при Александър III Македонски. При битката при Иса командва сарисофорите, част от кавалерията, замествайки тогавашният им пълководец Аминта. Протомах е заместен като пълководец от Арет при битката при Гавгамела.